# Piper carlosii
Piper carlosii är en pepparväxtart som beskrevs av Trel. & Yunck.. Piper carlosii ingår i släktet Piper och familjen pepparväxter. Inga underarter finns listade i Catalogue of Life.